# Palol (Torroella de Fluvià)
Palol, o Palol de Fluvià, és un nucli de població del municipi alt-empordanès de Torroella de Fluvià. Està constituït essencialment per una gran finca, el Mas Palol, amb diverses edificacions auxiliars. En el cens del 2001 tenia 16 habitants. Està situat a dos quilòmetres a l'oest de Torroella i davant de Vila-robau, del que el separa el Fluvià; algun cop també se l'esmenta per Palol de Vila-robau.
El topònim sembla acreditar una ocupació humana que es remuntaria a l'època romana o en un període poc posterior (Palol deriva de palatiowlu, "palauet").
Palol s'aixeca sobre les restes de l'antiga església romànica de Sant Genís de Palol, documentada ja al 947. Aquesta, possessió en altre temps del monestir de sant Pere de Rodes, esdevingué església parroquial, funció que conservà fins a finals del segle xvi o començaments del XVII. Sobre les restes del temple s'hi bastí entre el final del XIX i inicis del XX el conjunt d'edificacions que formen el mas Palol, que intercala en els seus elements restes de construccions del segle xvi així com restes dels murs i de la nau de l'antic temple.
Té anomenada local la font de Palol.
| «                                      | I diré de Palol de medievals centúries l'aplec pel sant patró amb rústiques cantúries d'uns goigs mig catalans, encara mig llatins... | » |
| — Carles Fages de Climent, Oda a Palol | |   |